# Javerri
Javerri (Xaberri en euskera y cooficialmente) es una entidad de población española del municipio de Lónguida, perteneciente a la Comunidad Foral de Navarra.

## Toponimia
El lugar puede aparecer referido como «Javerri», «Jaberri» y «Xaberri».

## Historia
Hacia mediados del siglo XIX, el lugar, ya por entonces perteneciente a Lónguida, tenía contabilizada una población de 32 habitantes. Aparece descrito en el decimosexto volumen del Diccionario geográfico-estadístico-histórico de España y sus posesiones de Ultramar de Pascual Madoz con las siguientes palabras:

XABERRI: l. del ayunt. y valle de Longuida, en la prov. y c. g. de Navarra, part. jud. de Aoiz (una leg.), aud. terr. y dióc. de Pamplona (5). sit. en una suave cuesta con viento al S.; clima templado; reinan los vientos N. y S. y se padecen inflamaciones catarrales. Tiene 5 casas; igl. parr. de entrada (San Julian) servida por un abad de provision de los vec.; cementerio, y para el surtido del vecindario una fuente en las inmediaciones. El térm. confina N. Zariqueta; E. Laregui, S. Uli bajo, y O. Meoz; comprendiendo dentro de su circunferencia el cas. llamado Urrozgoiti, 2 montes poblados de robles, pinos, encinas y arbustos y algunos prados de pastos para los ganados. El terreno es secano y pizarroso; le baña un arroyo que nace de una fuente, el cual en direccion S. va á unirse al r. Irati. Los caminos son locales y medianos: el correo se recibe de la cab. del part. prod.: trigo, avena, habas, patatas y vino; cria de ganado lanar, cabrio y vacuno; caza de perdices y liebres. pobl.: 6 vec., 32 alm. riqueza: con el valle (V.).
(Madoz, 1850, p. 425)

En 2022, tenía empadronada una única habitante.